# 格雷乔
格雷乔（義大利語：Greccio），是意大利列蒂省的一个市镇。总面积17.88平方公里，人口1571人，人口密度87.9人/平方公里（2009年）。ISTAT代码为057031。